# Sollana (kommun)
Sollana är en kommun i Spanien.   Den ligger i provinsen Província de València och regionen Valencia, i den östra delen av landet, 300 km öster om huvudstaden Madrid. Antalet invånare är 5 017. Arean är 39 kvadratkilometer. Sollana gränsar till Valencia, Albalat de la Ribera, Sueca, Algemesí, Almussafes, Alginet, Benifaió och Silla. 
Terrängen i Sollana är mycket platt.